# Kelly Lee Owens (album)
Kelly Lee Owens – debiutancki album studyjny walijskiej kompozytorki Kelly Lee Owens, wydany 24 marca 2017 roku nakładem wytwórni Smalltown Supersound. Zebrał bardzo pochlebne recenzje.

## Album

### Historia
Kelly Lee Owens rozpoczęła karierę muzyczną od współpracy z producentem techno Danielem Averym w londyńskim sklepie płytowym. Wniosła wkład w jego debiutancki album Drone Logic z 2013 roku. Później, po dwóch samodzielnie wydanych 12-calowych płytach nawiązała współpracę z norweską wytwórnią Smalltown Supersound, debiutując w niej w 2016 roku EP-ką Oleic, w której pokazała swoje spore umiejętności jako producentka muzyki tanecznej. EP-ka ta okazała się być wstępem do debiutanckiego albumu, zatytułowanego jej imieniem i nazwiskiem, który ukazał się w 2017 roku.

### Promocja i wydanie
18 stycznia 2017 ukazał się „Anxi”, singiel promujący album, którego wydanie zapowiedziano na 24 marca. Utrzymany w styl techno-pop utwór był owocem współpracy Owens z Jenny Kval, która wystąpiła w nim jako wokalistka. Jak stwierdziła Owens: „Anxi był jak dotąd moją najbardziej swobodną i otwartą współpracą, a także pierwszą współpracą z kobietą. To było dla mnie bardzo silne doświadczenie, czułam, że wniosła ona coś dziwnego i całkiem pięknego”.
Album został wydany 24 marca 2017 roku jako:
- digital download (w Norwegii)[5]
- LP+CD (w Wielkiej Brytanii[6]

Jesienią tego samego roku album został wznowiony w kilku wersjach jako extended version/deluxe edition z dodatkowymi utworami.

### Lista utworów

#### Digital download
Lista według Discogs:
| 1.  | S.O                          | 3:12  |
|     |                              |       |
| 2.  | Arthur                       | 4:05  |
|     |                              |       |
| 3.  | Anxi. Featuring – Jenny Hval | 3:47  |
|     |                              |       |
| 4.  | Lucid                        | 3:32  |
|     |                              |       |
| 5.  | Evolution                    | 4:02  |
|     |                              |       |
| 6.  | Bird                         | 5:15  |
|     |                              |       |
| 7.  | Throwing Lines               | 3:07  |
|     |                              |       |
| 8.  | C.B.M                        | 4:58  |
|     |                              |       |
| 9.  | Keep Walking                 | 4:43  |
|     |                              |       |
| 10. | 8                            | 9:39  |
|     |                              |       |
|     |                              | 46:20 |
|     |                              |       |
- autorstwo, produkcja – Kelly Lee Owens
- inżynier dźwięku – James Greenwood
- mastering – Mandy Parnell
- zdjęcie, layout – Kim Hiorthøy

#### Deluxe edition
Lista według Discogs:

##### LP: Side A
| 1. | S.O       |  |
|    |           |  |
| 2. | Arthur    |  |
|    |           |  |
| 3. | Anxi.     |  |
|    |           |  |
| 4. | Lucid     |  |
|    |           |  |
| 5. | Evolution |  |
|    |           |  |
| 6. | C.B.M     |  |
|    |           |  |

##### LP: Side B
| 1. | Throwing Lines |  |
|    |                |  |
| 2. | Bird           |  |
|    |                |  |
| 3. | Keep Walking   |  |
|    |                |  |
| 4. | 8              |  |
|    |                |  |

##### CD
| 1.  | S.O            | 3:12  |
|     |                |       |
| 2.  | Arthur         | 4:05  |
|     |                |       |
| 3.  | Anxi.          | 3:47  |
|     |                |       |
| 4.  | Lucid          | 3:32  |
|     |                |       |
| 5.  | Evolution      | 4:02  |
|     |                |       |
| 6.  | Bird           | 5:15  |
|     |                |       |
| 7.  | Throwing Lines | 3:07  |
|     |                |       |
| 8.  | C.B.M          | 5:00  |
|     |                |       |
| 9.  | Keep Walking   | 4:43  |
|     |                |       |
| 10. | 8              | 9:39  |
|     |                |       |
|     |                | 46:22 |
|     |                |       |

##### CDR 1
| 1. | Spaces | 3:43  |
|    |        |       |
| 2. | Pull   | 3:22  |
|    |        |       |
| 3. | 1 Of 3 | 3:22  |
|    |        |       |
|    |        | 10:27 |
|    |        |       |

##### CDR 2
| 1. | Bird (Prins Thomas Remix) Remix – Prins Thomas        | 22:13 |
|    |                                                       |       |
| 2. | Lucid (Kelly Lee Owens Remix) Remix – Kelly Lee Owens | 5:07  |
|    |                                                       |       |
| 3. | Uncertain (Ghost Culture Remix) Remix – Ghost Culture | 5:06  |
|    |                                                       |       |
|    |                                                       | 32:26 |
|    |                                                       |       |

## Odbiór

### Opinie krytyków
| Oceny łączne         | Oceny łączne |
| Publikacja           | Ocena        |
| -------------------- | ------------ |
| Album of the Year    | 80/100       |
| AnyDecentMusic?      | 7.8/10       |
| Metacritic           | 79/100       |
| Recenzje             |              |
| Publikacja           | Ocena        |
| AllMusic             | [ 12 ]       |
| Clash                | 8/10         |
| Exclaim!             | 9/10         |
| The Irish Times      | [ 15 ]       |
| The Line of Best Fit | 8/10         |
| Loud And Quiet       | 8/10         |
| Mixmag               | 9/10         |
| musicOMH             | [ 19 ]       |
| No Ripcord           | 8/10         |
| Pitchfork            | 8.0/10       |

Album otrzymał średnią ocenę 80 na 100 na podstawie 16 recenzji krytycznych w zestawieniu Album of the Year, 7.8 na 10 na podstawie 12 recenzji w zestawieniu AnyDecentMusic? oraz 79 na 100 na podstawie 13 recenzji w podsumowaniu Metacritic.
Philip Sherburne z Pitchforka stwierdza, że: „debiutancki album [Owens] nie wydaje się debiutem. Jej piosenki nie tyle sprawiają wrażenie produktu jej doświadczeń, ile raczej stanowią trudny do zmierzenia krok naprzód – są niczym wiadomość w butelce, która powróci gdzieś w przyszłości“. Swoje spostrzeżenie autor opiera na analizie wcześniejszego muzycznego doświadczenia Owens: śpiewie w chórze, stażu w XL Recordings, grze w zespole indie rockowym History of Apple Pie, pracy w sklepach płytowych i współpracy z Danielem Averym i Ghost Culture, którzy zaprosili ją do studia i zmotywowali do wydania własnej muzyki. Ale – jak zauważa – z wydaniem debiutanckiego albumu „artystka zostawia za sobą przeszłość indie rocka i łączy dream pop z ambient techno w swoim niezwykle zróżnicowanym i w pełni ukształtowanym debiucie“. 
Podobną opinię wygłasza Paul Simpson z AllMusic. Według niego debiutancki album Owens stanowi podsumowanie jej dotychczasowej twórczości „łącząc kilka wcześniej wydanych singli z nowszymi utworami, dryfując między dream popem, trip hopem i atmosferycznym techno”. 
Lisa Blanning z Resident Advisor uważa, że Owens to „ekscytująca nowa artystka. Jej głos jest piękny. Jej teksty piosenek są przystępne. Jej aranżacje wydają się płynne, a ona sama z łatwością porusza się między stylami (…). Jest również mistrzynią nastroju. Zbliżoną opinię wyraża Nina Posner z Mixmag. Jej zdaniem Owens „potwierdza swoją pozycję dzięki oszałamiającemu debiutanckiemu albumowi wydanemu przez wytwórnię Smalltown Supersound z Oslo”. Jej płyta „flirtuje z kilkoma klubowymi pomysłami, ale utwory płynnie przechodzą od nasączonego smyczkami popu do zamkniętego house’u i zdecydowanego techno”.
„Kelly Lee Owens to dzieło absolutnie naturalne” – ocenia Stephen Carlick z magazynu Exclaim! precyzując: „są to warstwowe, atmosferyczne utwory, które łączą minimal techno, dream pop, krautrock i ambient drone w olśniewającą, alchemiczną całość, która wymyka się łatwej kategoryzacji”. (…) „Kelly Lee Owens to ciepłe, emocjonalne i dobrze wyprodukowane dzieło naturalnego talentu, który z czasem będzie tylko lepszy. Nie mogę się doczekać, aby usłyszeć, co zrobi dalej” – podsumowuje.
Bekki Bemrose z musicOMH stawia tezę, że pobyt Owens w charakterze pielęgniarki na oddziale onkologicznym i kontakt z nieuleczalnie chorymi mógł wywrzeć bezpośredni wpływ na jej muzykę i poglądy, jako że szczegół ten często pojawia się w jej wywiadach. Wobec faktu, że życie jest krótkie i przemijające Owens „zarówno napisała, jak i wyprodukowała płytę, pragnąc mieć swoje dzieło jako swoją absolutną własność. (…) „Postanowiła zaznaczyć swoje przekonania za pomocą nastrojowego elektronicznego albumu o dużym wyobrażeniowym zasięgu. Jej kompozycje przyjmują płynne zaokrąglenia, które są zarówno marzycielskie, jak i dynamiczne”. W podsumowaniu recenzji autorka stwierdza, iż „w zatłoczonym królestwie muzyki elektronicznej jej płyta dumnie wyróżnia się, ponieważ jest zarówno taneczną, jak i medytacyjną muzyką z prawdziwym sercem. I dzięki temu Kelly Lee Owens zaliczyła bardziej niż obiecujący debiut”.
Zdaniem Luke’a Cartledge’a z The Line of Best Fit album Owens to „dzieło znakomitego kunsztu, o wielowymiarowym uroku, a także kuszące połączenie emocji z delikatnością – ten album wydaje się otwierać ekscytujący rozdział jej kariery”.
Ammar Kalia z magazynu Clash uważa, że „zainteresowanie Owens emocjonalnym potencjałem dźwięku to temat, który być może kłóci się z wpływami Daniela Avery’ego na jej płycie, ale mimo to udało jej się stworzyć debiut pełen głębi i ukazujący zakres muzyki elektronicznej wykraczający poza klub”.
„Była stażystka i pielęgniarka raz po raz demonstruje wrodzone zrozumienie punktów przyjemności muzyki elektronicznej wykraczających poza zwykłe naciskanie przycisków” – twierdzi Jim Carroll z dziennika The Irish Times.